# Vidocq (serie televisiva)
Vidocq è una serie televisiva francese in bianco e nero composta da 13 episodi di 25 minuti e trasmessa per la prima volta nel 1967 dalla televisione francese ORTF. La serie fu creata da Georges Neveux e Marcel Bluwal. 
Una seconda serie a colori, intitolata Le nuove avventure di Vidocq, composta da 13 episodi di 55 minuti, fu trasmessa per la prima volta nel 1971 dalla televisione ORTF. Entrambe le serie sono ispirate alle memorie di Eugène-François Vidocq, un ex detenuto diventato poliziotto a Parigi nel XIX secolo. Nella prima serie, Vidocq è impersonato da Bernard Noël, nella seconda da Claude Brasseur.

## Episodi
1. L'Éternel Évadé (première: 7 gennaio 1967)
2. La Bijouterie Jacquelin (première: 14 gennaio 1967)
3. Vidocq et les faux-témoins (première: 21 gennaio 1967)
4. Vidocq à Bicêtre (première: 28 gennaio 1967)
5. Le Crime de la Mule Noire (première: 4 febbraio 1967)
6. L'Armée roulante (première: 11 febbraio 1967)
7. La Baraque aux 36 étoiles (première: 18 febbraio 1967)
8. Les Olympiens (première: 25 febbraio 1967)
9. L'auberge de la Mère Tranquille (première: 4 marzo 1967)
10. Le Mariage de Vidocq (première : 11 marzo 1967)
11. Le Système du docteur Terrier (première: 18 marzo 1967)
12. À vous de jouer, Monsieur Vidocq! (première: 25 mars 1967)
13. Le Chapeau de l'empereur (première: 1 aprile 1967)